# 工業地
工業地（こうぎょうち）とは、工業生産活動の用に供される建物の敷地の用に供される土地、宅地をいう（参考：土地価格比準表（六次改訂）ISBN 4789217752）。工業地が集まった地域は工業地域と呼ばれる。
さらなる細分化として、土地の規模により大工場地、中小工場地の分類が挙げられる（日本の場合、上記土地価格比準表によると約10,000平方メートルが境となる）。
工場などの生産施設は、有害な排出物や騒音などの公害の原因とみなされるため、大工場地等の場合、工場団地等の形で住宅地から離れた場所にあることも多い。日本の場合、都市計画の用途指定で工業専用地域として住宅の建設が規制される場合もある。
一方、中小工業地は、近代以降、住宅、店舗、事務所等が混在していることも見られ、そこにある工場が「町工場」等と呼ばれることも見られる。日本の場合、都市計画の用途指定で準工業地域とされ、多様な用途の建物の建設が認められる場合が多く見られる。
価格を左右する要因として、大工場地、中小工場地により異なるが、基本的に、従業員通勤、資材・製品搬出入の利便性があり、大工場地の場合は用水、動力の便もある。
日本では、近年、工場跡地の用途転換、中小工場地の住宅地化も多く見られる。こうした現象の検証方法としては、住宅地図を時系列的に見比べること等がある。